# Aéroport de Kumasi
L’aéroport de Kumasi dessert la ville de Kumasi, au centre-sud du Ghana.

## Situation
| Tamale Accra Kumasi Wa Sunyani Takoradi |

### Compagnies aériennes et destinations
| Compagnies            | Destinations          |
| --------------------- | --------------------- |
| Africa World Airlines | Accra-Kotoka          |
| Passion Air           | Accra-Kotoka, Wa (en) |

Edité le 10/08/2023